# Fran Cortés
Fran Cortés (Cádiz, 4 de febrero de 1986) es un futbolista español. Juega de centrocampista y actualmente juega en el Puerto Real Club de Fútbol

## Trayectoria
Formado en la cantera del G.E. Portuarios de Cádiz, con el que se proclamó campeón alevín de Andalucía y de España de Fútbol sala y más tarde del CD Géminis de Fútbol, pasó más tarde por todas las secciones inferiores del Cádiz Club de Fútbol hasta debutar con el primer equipo de la mano de Antonio Calderón Burgos en la temporada 2008-2009, proclamándose Campeón de la Segunda División B de España en aquella temporada, y ascendiendo a Segunda División de España, donde jugó una temporada, ya que el club gaditano descendió nuevamente a la categoría de bronce, donde Fran jugó una temporada más.
Tras acabar contrato fichó por el Club Polideportivo Ejido de Segunda División B de España, en 2012 fichó por el Huracán Valencia Club de Fútbol al quedar libre tras la desaparición del club ejidense. En esa temporada jugó un total de 14 partidos y anotó un gol.
En la temporada 2013-2014 jugó una temporada en el Conil C.F. de la Tercera División de España, y más tarde, al quedarse sin equipo, decidió probar suerte en el Fútbol sala fichando por el Club África Ceutí en Segunda B (Fútbol Sala). En 2018, fichó por el Puerto Real Club de Fútbol logrando dos ascensos consecutivos, desde la Segunda División Andaluza hasta la División de Honor Andaluza, categoría en la que milita el club en la actualidad.

## Clubes
| Club                            | País   | Año             |
| ------------------------------- | ------ | --------------- |
| Balón de Cádiz CF               | España | 2004-2005       |
| Cádiz CF "B"                    | España | 2005-2008       |
| Cádiz CF                        | España | 2007-2011       |
| Club Polideportivo Ejido        | España | 2011-2012       |
| Huracán Valencia Club de Fútbol | España | 2011-2012       |
| Conil CF                        | España | 2013-2014       |
| Unión África Ceutí SD           | España | 2015-2017       |
| Puerto Real Club de Fútbol      | España | 2018-Actualidad |